# Энгстленальп
Энгстленальп (нем. Engstlenalp) — населённый пункт в Швейцарии, в составе коммуны Иннерткирхен кантона Берн.
Официальный код — 0784.